# 安谷白雲

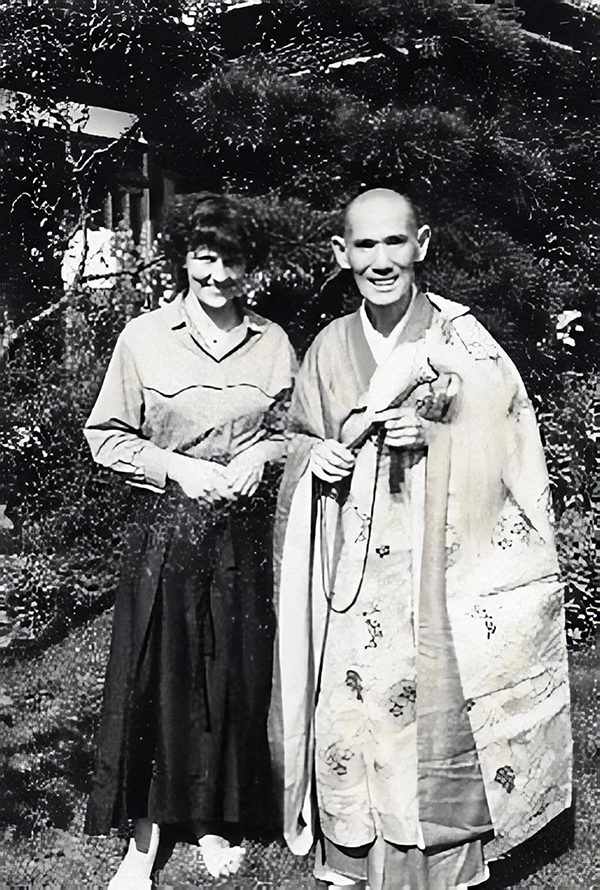
ブリジット・ドースキー と 安谷白雲 （右）　1965年撮影

安谷 白雲 （やすたに はくうん、1885年1月5日 - 1973年3月28日）は、日本の禅僧、三宝教団の創設者。法名は量衡。

## 略歴
1885年に静岡県駿東郡清水村（現・清水町）に生まれる。初名は清作。1896年、蒲原町（現・静岡市清水区）の曹洞宗の寺院・貞心寺で得度を受ける。1899年から西有穆山、秋野孝道、岸沢惟安、野沢達元らに師事。1914年、豊島師範学校を卒業し、10年間教職を務めた。
1925年から原田祖岳師の下で修行を始め、1943年に嗣法を受けた。
当時の曹洞宗はかなり形式主義だった。彼は行と現実性に欠けていると感じていた。
そこで1954年に曹洞宗から独立して三宝教団を起ち上げ、その後は在家信者の指導に注力した。
三宝教団では、師の原田祖岳が行っていた、曹洞宗の伝統修行法に臨済宗の公案を採り入れる参禅法を行っている。
1962年、彼は70代でありながら、アメリカ合衆国を訪問した。彼はフィリップ・カプローによって編集された『禅の3つの柱』（原題："The Three Pillars of Zen"）によって、多くの人に知られるようになった。その本には、彼の短い伝記と参禅入門法が書かれており、英語で書かれた最初の坐禅入門法であった。また、その本には彼の無字の公案についてのコメントと西洋人の学習者によって為された幾分正統でない彼の独参についての報告が含まれている。

### 極端な政治思想
師の原田祖岳と同様、太平洋戦争の終結まで、彼も国粋主義、独裁政治、軍国主義、反ユダヤ的、反民主的な国体制度、大東亜共栄圏政策の活発な支持者であり、仏教徒の問題に関する文章にも、その視点が見受けられる。
彼の批評は、忽滑谷快天など他の仏教者の批評と同様、頻繁に痛烈になった。彼は決まって、占領下の日本で使用禁止とされた「支那」という語を使った。
終戦後、彼の帝国主義思想は急速に落ち込んだが、保守的で反共的なのは変わらなかった。
彼の政治的な過激思想と日本帝国主義への支援は記録された。ブライアン・ビクトリアの『禅と戦争』によると、彼の政治思想は、日本の禅宗とその他の宗派の僧侶らの中で、決して例外ではないことが示された。
2000年に三宝教団は戦時中の彼の言動に関する謝罪文を発表した。
三宝教団のサイトによれば、現在、彼の著作の利用を会員以外には認めていない。しかし、彼の戦後に発表された著作は、国立国会図書館などの図書館で広く利用可能な形で残っている。

## 弟子
- 山田耕雲
- 前角博雄

## 著書
- 『照魔鏡-正信問答-』（大日本仏教修養会本部、1931年）
- 『宗教とは？』（宗教宣揚会、1933年）
- 『道元(禅師と修証義』（富士書房、1943年）
- 『註解無門関独語』（三宝興隆会、1956年）
- 『無門関 禅の心髄』（春秋社、1965年 → 2008年）
- 『正法眼蔵参究-現成公案-』（春秋社、1967年 → 1999年）
- 『正法眼蔵参究-山水経・有時-』（春秋社、1968年 → 1999年）
- 『正法眼蔵参究-弁道話-』（春秋社、1970年 → 1999年）
- 『正法眼蔵参究-仏性-』（春秋社、1972年 → 1999年）
- 『無門関提唱』(九州白雲会、1981年)
- 『正法眼蔵参究-谿声山色・礼拝得髄-』（春秋社、1972年 → 1999年）
- 『禅の心髄従容録』（春秋社、1973年 → 1998年）

### 著作集
- 『白雲詩稿』1-5（長谷川弘出版、1966年）

## 論文
- 国立情報学研究所収録論文 国立情報学研究所